# Попович Григорій
Григорій (Гаврило) Попович (роки життя невідомі) — запорозький полковник Кодацької паланки (1771 — 1773), останній полковник Перевізької (Інгульської) паланки (1775).
Боровся проти експансії Московії на споконвічні землі Вольностей Запорозьких. Засновник села Комісарівка.